# Benton Underwood
Benton J. Underwood (* 28. Februar 1915 in Center Point, Iowa; † 29. November 1994 in Park Ridge) war ein US-amerikanischer Psychologe, der zur Theorie des Verballernens und Vergessens beigetragen hat.
Der Sohn eines Holzplatzhändlers besuchte die Schule in Albion, einer Farmergemeinde in Iowa, darauf das Cornell College in Mount Vernon bis zum Abschluss 1936. Danach begann er als Lehrer an der High School in Clarion, dann zwei Jahre als Sportlehrer in Tipton. 1939 wurde er Forschungsassistent von Arthur W. Melton an der University of Missouri, wo der das Thema Wortlernen und Gedächtnis kennenlernte. Den Master erwarb Underwood 1940, dann ging er an die State University of Iowa, wo er bei John A. McGeoch weiterlernte. Den Ph.D. erwarb er 1942 bei Kenneth Spence. Underwood erhielt eine Kommission in der Naval Reserve 1943 und trat in das Naval Aviation Psychology Branch of the Bureau of Medicine and Surgery ein. Nach dem Krieg ging er 1946 an die Northwestern University in Evanston, wo er 1948 Associate Professor und 1952 Professor wurde. Dort trat er 1983 in den Ruhestand. 
Sein Thema wurde das Vergessen, gemessen an Wortmaterial. Er entdeckte 1957, dass zuvor das Vergessen von Wortmaterial, etwa in der Vergessenskurve von Hermann Ebbinghaus, weit höher lag als in seinen Experimenten. In den Folgestudien untersuchte er das Lernmaterial, ob es Faktoren gab, die Vergessen begünstigten oder hemmten.
Er war seit 1970 Mitglied der National Academy of Sciences, deren Abteilung für Psychologie er zeitweise leitete.

## Schriften
- Experimental Psychology, 1949, 1966, ND 2012 ISBN 978-1258316082
- The Effect of Successive Interpolations on Retroactive and Proactive Inhibition, Diss. 1942 ISBN 978-0484359573
- Psychological Research, 1957
- mit Rudolph W. Schulz: Meaningfulness and Verbal Learning, Lippingcott 1960
- Attributes of Memory, 1963, ND 1983 ISBN 978-0673157980
- The Experimental Analysis of Verbal Learning and Memory: Evolution and Innovation, 1971
- Human Memory, 1972 ISBN 978-0390278050
- mit John J. Shaughnessy: Experimentation in Psychology, 1975 ISBN 978-0471896364
- Temporal Codes for Memories: Issues and Problems, 1977, ND 2016 ISBN 978-1138988620
- Attributes of Memory, 1982, ND 2014 ISBN 978-1848721715
- Elementary Statistics, 1992, ISBN 978-0132532617